# Schwere Panzerjäger-Abteilung 93
De schwere Panzerjäger-Abteilung 93 was tijdens de Tweede Wereldoorlog een Duitse Panzerjäger-eenheid van de Wehrmacht ter grootte van een afdeling, uitgerust met gemechaniseerd geschut. Deze eenheid was een zogenaamde Heerestruppe, d.w.z. niet direct toegewezen aan een divisie, maar ressorterend onder een hoger commando, zoals een legerkorps of leger. 
De Abteilung was in eerste instantie gelegerd in het Westen, maar vertrok begin1944 naar het oostfront. Na grotendeels vernietigd te zijn, volgde daarna een inzet aan het westfront.

## Panzer-Jäger-Abteilung 93
De Panzer-Jäger-Abteilung 93 werd gevormd op 19 oktober 1942 door omdopen en omvormen van de Panzer-Jäger-Abteilung 23 (van de 23e Infanteriedivisie). De nieuwe Abteilung werd toegewezen aan de nieuwe 26e Pantserdivisie (die zelf voortkwam uit de 23e Infanteriedivisie). De Abteilung bevond zich in Zuidwest België. In juni 1943 werd de Abteilung uitgekozen om uitgerust te worden met Nashorns. De 26e Pantserdivisie vertrok naar Italië en de Abteilung bleef in België.

## schwere Panzerjäger-Abteilung 93
Op 23 juli 1943 werd de Panzer-Jäger-Abteilung 93 omgedoopt in schwere Panzerjäger-Abteilung 93, werd eind juli/begin augustus 1943 naar Bretagne verplaatst en verbleef vanaf 3 augustus 1943 op het Oefenterrein Coëtquidan. De Abteilung verkreeg hier zijn eerste 29 Nashorns. Nadat de training beeindgd was, werd de Abteilung op 14 september 1943 naar Italië verplaatst en fungeerde daar als Heeresgruppe B reserve. Versterking kwam er in de vorm van 16 Nashorns in oktober, vijf stuks in november en uiteindelijk nog 10 stuks in januari 1944. Vervolgens ging de Abteilung op transport naar het oostfront en de 2e compagnie werd op 18 februari 1944 toegevoegd aan de 24e Pantserdivisie (bij het 6e Leger) in Oekraïne. Hier volgde de terugtocht naar de Dnjestr, en kwam onder bevel het 52e Legerkorps vanaf 26 april 1944. Dit legerkorps lag oostelijk van Chisinau langs de Dnjestr. De Abteilung beschikte nog maar over een 17-tal Nashorns, de meeste in reparatie. Begin mei kreeg de Abteilung nog vijf nieuwe Nashorns, in juni 10 en begin augustus nog 10 stuks. Toen het Rode Leger op 20 augustus 1944 begon met hun Iași-Chișinau Offensief, werd de Abteilung al snel meegetrokken in de algehele Duitse terugtocht en werd vernietigd bij Leova rond 27-8-44.
Delen van de 2e Compagnie hadden de vernietiging overleefd en deze werden verplaatst naar Potsdam. Het was de bedoeling de Abteilung om te bouwen naar een Jagdpanther/Sturmgeschütz Abteilung. Maar aangezien er onvoldoende Jagdpanthers beschikbaar kwamen, werd de compagnie eind november toch weer uitgerust met 12 Nashorns. Deze compagnie werd vervolgens samengevoegd met de 1e Compagnie van schwere Panzerjäger-Abteilung 525 en 7./Panzerregiment 2 onder de staf van II./Pz.Rgt. 2 (= het 2e Tankbataljon van Panzerregiment 2) en toegevoegd aan het 19e Leger in de Colmar Pocket en werd tactisch onder bevel geplaatst van Panzerbrigade 106 “Feldherrnhalle”. Medio februari 1945 werden de overgebleven Nashorns van 1./s.Pz.Jg.Abt 525 toegevoegd aan de Abteilung. Maar aangezien dit natuurlijk allang geen volledige Abteilung meer was, werd de Abteilung omgedoopt in schwere Panzerjäger-Kompanie 93. Tezamen met de Panzerbrigade 106 werd deze Kompanie verplaatst naar het gebied Keulen-Siegburg. Op 6 maart was een Nashorn van deze Kompanie in staat de enige Amerikaanse M26 Pershing die in Europa vernietigd werd op zijn naam te schrijven. De resten van deze Kompanie werden nu de Ruhrkessel in gedreven en vonden daar hun einde.

## Einde
De schwere Panzerjäger-Kompanie 93 werd ontbonden in de nacht van 19 op 20 april 1945 nabij Ratingen en ging in krijgsgevangenschap.

## Commandanten
Geen verdere informatie bekend.
schwere Panzerjäger-Abteilung 88 · schwere Panzerjäger-Abteilung 93 · schwere Panzerjäger-Abteilung 512 · schwere Panzerjäger-Abteilung 519 · schwere Panzerjäger-Abteilung 525 · schwere Panzerjäger-Abteilung 559 · schwere Panzerjäger-Abteilung 560 · schwere Panzerjäger-Abteilung 583 · schwere Panzerjäger-Abteilung 586 · schwere Panzerjäger-Abteilung 653 · schwere Panzerjäger-Abteilung 654 · schwere Panzerjäger-Abteilung 655 · schwere Panzerjäger-Abteilung 673